# Caranx bucculentus
Caranx bucculentus är en fiskart som beskrevs av Haynes Gibbes Alleyne och Macleay, 1877. Caranx bucculentus ingår i släktet Caranx och familjen taggmakrillfiskar. Inga underarter finns listade.